# Puy de Louchadière
Le puy de Louchadière est un volcan de la chaîne des Puys, situé dans le Massif central, dans le département du Puy-de-Dôme, en France.

## Géographie
Couronné par un cratère en forme de fer à cheval ouvert en direction du sud-ouest, il culmine à 1 198 m d'altitude,. C'est le dernier « grand volcan » au nord de la chaîne des Puys car, hormis les vestiges du puy de Ténuzet exploité pour sa pouzzolane, les plus septentrionaux ne dépassent pas 1 000 m d'altitude.

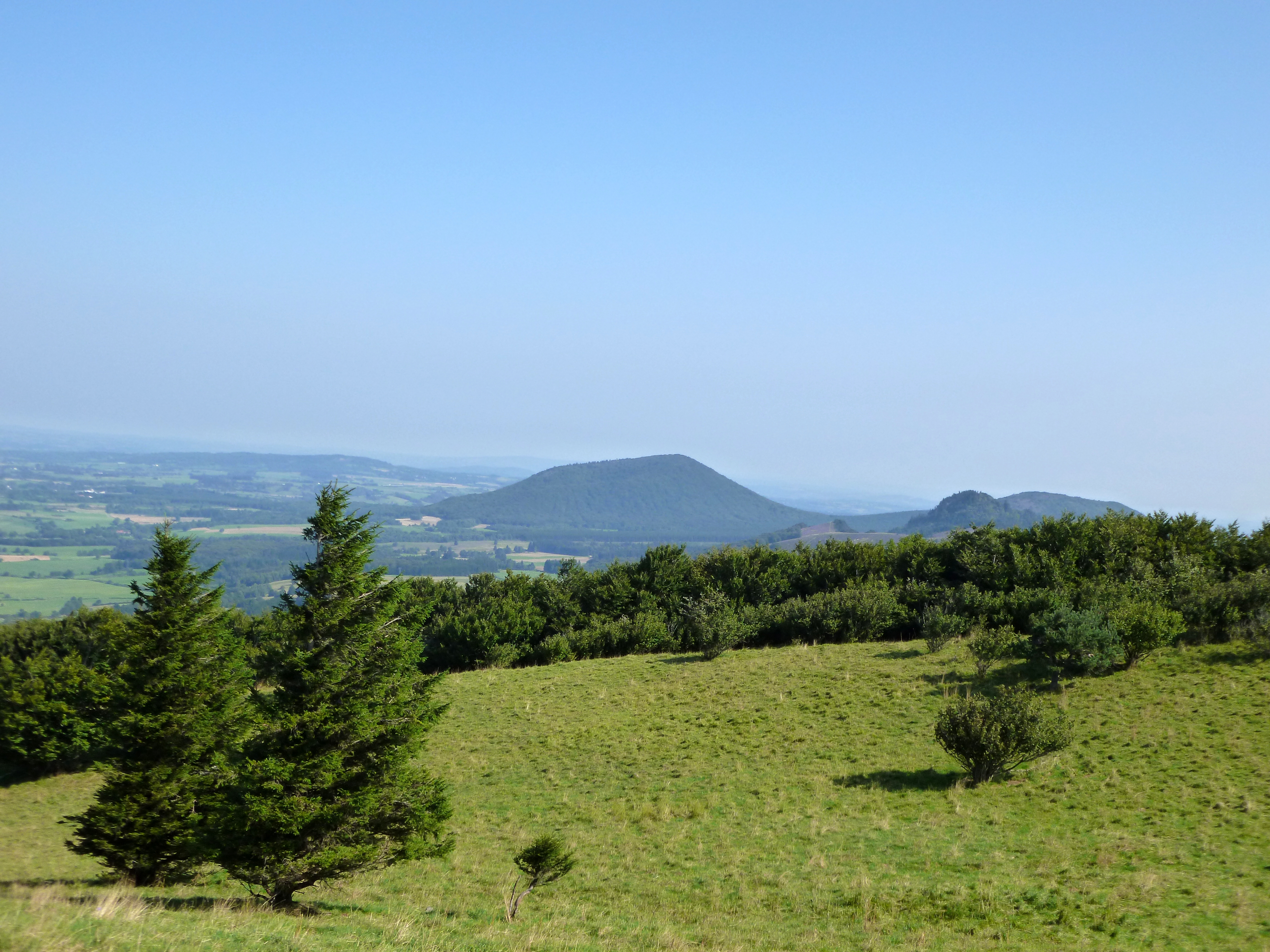
Vue du puy de Louchadière depuis le puy de Côme.
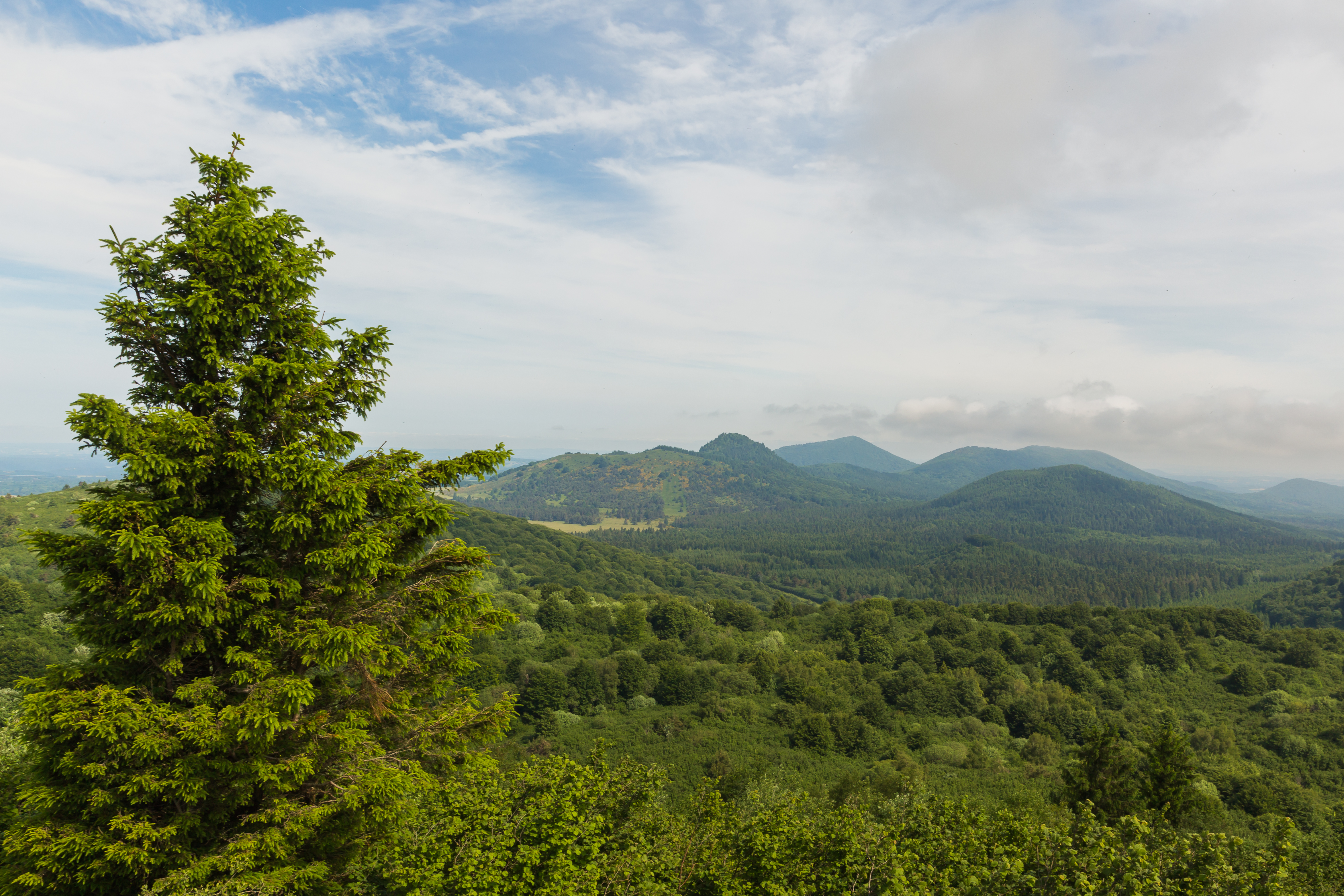
Vue du versant septentrional de la chaîne des Puys depuis le puy Pariou avec, de gauche à droite, le puy de Fraisse (derrière le conifère), le puy des Gouttes, le puy Chopine, le puy de Louchadière, le puy de la Coquille et le puy de Jume, le puy de Chaumont et le puy de la Nugère.

## Accident aérien

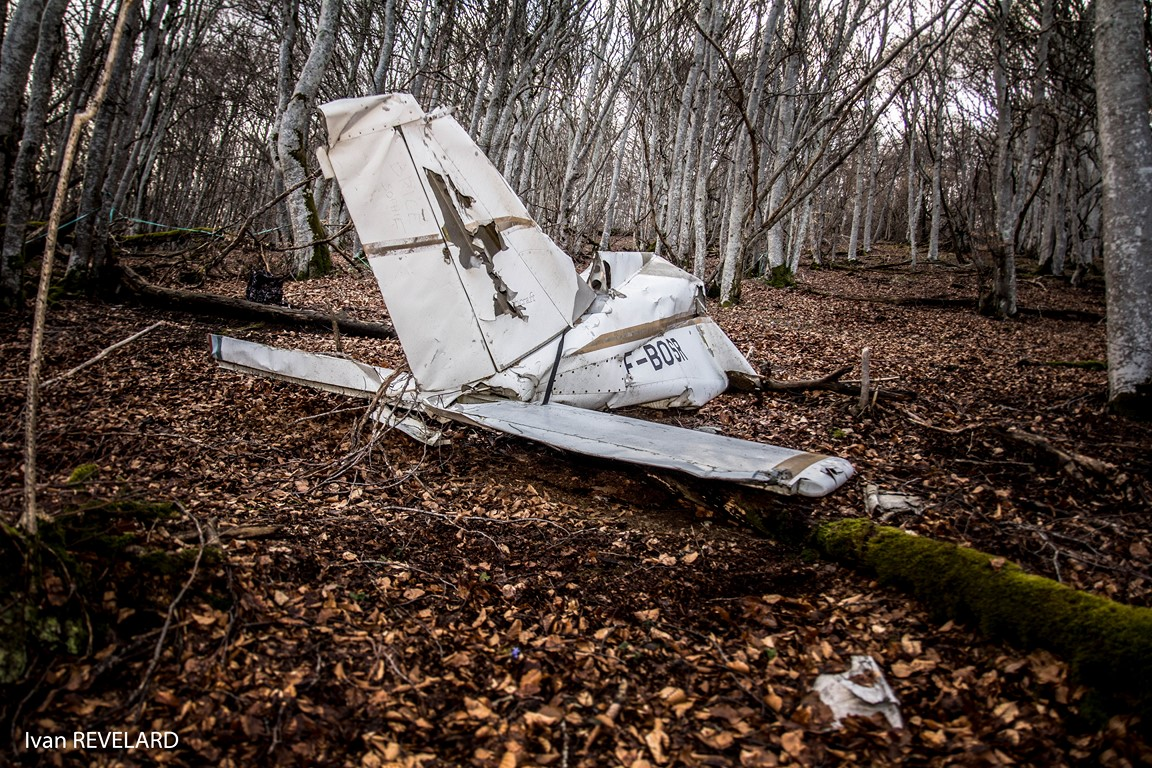
Reste de la carcasse de l'avion, le poste de pilotage a aujourd'hui disparu.

À quelques dizaines de mètres sous le sommet, sur le flanc est du volcan, se trouve la carcasse d'un avion léger. Ce sont les restes du Beechcraft A23-24 Musketeer Super III immatriculé F-BOSR ayant appartenu à un industriel briviste. Le 19 juin 1967, le pilote Claude Klush doit ramener l'avion à Brive. Ce jour-là, le temps est couvert. Parti aux environs de 7 heures d'Aulnat, le pilote se retrouve vite dans la couverture nuageuse et informe la tour de contrôle que la visibilité en vol est très médiocre. Quelques minutes plus tard, il percute le volcan. Les ouvriers de la carrière de pouzzolane du puy de Ténuzet, située à moins d'un kilomètre de là, entendent le bruit de l'impact. Après plusieurs heures de recherche (le temps ne se dégage que vers midi), le corps carbonisé est retrouvé dans la carcasse de l'avion.